# Šimšon Juničman
Šimšon Juničman (hebrejsky שמשון יוניצ'מן, žil 13. února 1907 – 21. března 1961) byl izraelský politik a poslanec Knesetu za stranu Cherut.

## Biografie
Narodil se ve městě Luck v tehdejší Ruské říši (pak Polsko, dnes Ukrajina). Zde vystudoval střední školu. Absolvoval medicínu na Univerzitě Karlově. Získal osvědčení pro výkon profese lékaře. V roce 1935 přesídlil do dnešního Izraele.

## Politická dráha
Angažoval se v židovském mládežnickém hnutí Bejtar v Praze. V roce 1932 se stal předákem Bejtaru v Polsku. Po přesídlení do dnešního Izraele se stal velitelem Bejtaru v regionu Roš Pina. Byl členem ústředního výboru revizionistického hnutí. V roce 1941 byl vyslán do Íránu jako emisar s cílem navázat kontakty se zástupci Sovětského svazu. V roce 1944 byl zatčen mandátními britskými úřady a poslán do exilu do Eritreji. V letech 1946–1948 předsedal světovému sekretariátu revizionistických sionistů, po vzniku státu Izrael se připojil ke straně Cherut. Byl předsedou světového předsednictva Cherutu.
V izraelském parlamentu zasedl poprvé po volbách v roce 1955, do nichž šel za Cherut. Byl členem výboru pro ústavu, právo a spravedlnost, výboru House Committee a výboru pro veřejné služby. Za Cherut uspěl i ve volbách v roce 1959. Zastával post člena výboru pro ústavu, právo a spravedlnost, výboru pro záležitosti vnitra, výboru pro veřejné služby a výboru pro zahraniční záležitosti a obranu. Zemřel během funkčního období. Jeho poslanecké křeslo pak obsadil Avraham Drori.